# Isabel Tajahuerce Ángel
Isabel Tajahuerce Ángel (Soria, 8 de agosto de 1960) es una doctora y profesora española de la Facultad de Ciencias de la Información, feminista, investigadora social, experta en Violencia de Género y en Comunicación y Movimientos Sociales, ha sido vicerrectora en la Universidad Complutense de Madrid y delegada del Rector para Igualdad.

## Trayectoria
Isabel Tajahuece Ángel es licenciada y doctora en Ciencias de la Información en la rama de Periodismo por la Universidad Complutense de Madrid, se doctoró en esta misma universidad con la defensa de la tesis: La crítica de arte en las revistas ilustradas madrileñas (1835-1840).
Siempre ha tenido presente la defensa de los derechos de las mujeres, implicándose en el campo personal, docente e investigador y en la divulgación y apoyo a las propuestas de igualdad. Es miembro del Consejo del Instituto de Investigaciones Feministas, también pertenece a asociaciones feministas, como por ejemplo: la Asociación Universitaria contra la Violencia Machista, (AUVIM). Es experta en violencia de género y en comunicación y movimientos sociales.
Isabel Tajahuerce considera que la sociedad debe tomar conciencia de que la violencia contra las mujeres empieza por la existencia de la desigualdad conlos hombres y a la vez es la herramienta más poderosa para mantener esa desigualdad, en salarios,en el acceso al mercado de trabajo y desarrollo profesional, en la asignación de roles, en el uso del espacio público y también del privado, o en la violencia del lenguaje que devalúa lo femenino o invisibiliza a las mujeres. Lo masculino se asocia al poder y especialmente al poder económico, y lo femenino al cuidado. En los medios de comunicación las mujeres aparecen como víctimas en la información periodística y en la ficción mediática, en series y cine, con roles y estereotipos que tienen un impacto social que no beneficia a la igualdad. Considera que las mujeres deben empoderarse económicamente porque la mayor violencia que sufren las mujeres es la de la pobreza.
Como docente, periodista y feminista que es, considera fundamental la educación, la formación y la información en la lucha contra la desigualdad y la violencia contra las mujeres, y ha considerado imprescindible incluir asignaturas de género en todos los niveles de la educación.
Tajahuerce fue la impulsora y responsable del del proyecto “¿Por qué tan pocas?” que tiene como objetivo visibilizar el trabajo de científicas y tecnólogas, a través de un largometraje donde se muestran las biografías de 20 de algunas científicas y tecnólogas españolas que pueden ser referentes para las niñas y adolescentes.
Isabel Tajahuerce y Violeta Izquierdo han dirigido desde la Unidad de Igualdad de la Universidad Complutense el proyecto Las primeras profesoras de la UCM.
Participó en el 10.ª Congreso Internacional Interdisciplinar sobre Mujeres, Mundos de Mujeres/Women's Worlds en 2005 y en la organización de la edición celebrada en 2008, Women's Worlds08, en la Universidad Complutense de Madrid, España.

### Docencia
Isabel Tajahuerce desde 1990 es profesora del Departamento de Periodismo y Comunicación Global de la Facultad de Ciencias de la Información de la Universidad Complutense, imparte las asignaturas Comunicación y Género, Historia del Pensamiento Político y Comunicación y Movimientos Sociales. Es directora del Máster Propio, Violencia de Género: prevención e intervención desde diversos ámbitos profesionales. Directora del Seminario de Investigación sobre bioética, biotecnología, robótica y simulaciones desde una perspectiva de género y de la comunicación.
En su actividad docente ha dirigido tesis doctorales donde el estudio de la violencia de género está presente, como por ejempló la presentada por Cristina Mateos Casado, Análisis crítico del discurso político de la violencia de género en España (2011-2016) y Ecuador (2006-2016),
Ha participado en congresos, foros de debate, cursos de verano, como  "Mujeres, Comunicación y conflictos armados: de la I Guerra Mundial a nuestros días", seminarios como por ejemplo: Seminario Internacional “Las mujeres ante la Justicia: Juzgar, decidir y comunicar con perspectiva de género”. 
Colabora con diversas universidades internacionales, especialmente en América Latina. 

### Investigación
La actividad investigadora de Isabel Tajahuerce desarrollada junto a la docencia, se centró en los estudios sobre la violencia de género ejercida sobre las mujeres y en sus diferentes ámbitos de aplicación. Ha desarrollado sus investigaciones la Universidad Complutense con proyectos financiados por instituciones como, El Ministerio de Igualdad, El Instituto de la Mujer, el Ministerio de Ciencia e Innovación o la Fundación Española para la Ciencia y la Tecnología.
Dentro de sus trabajos se puede citar el estudio de la incidencia del machismo en una época tecnológica, y también en las nuevas tecnologías, pudiendo afirmar que “Los robots se programan con estereotipos machistas", tratando de incorporar la perspectiva de género en el desarrollo tecnológico, que han quedado reflejados en varios artículos, especialmente: "Análisis feminista de las propuestas poshumanas de la tecnología patriarcal"  (2017), y "Simulaciones sexo genéricas, bebés reborn y muñecas eróticas hiperrealistas" (2016) y publicados en las revistas: Chasqui. Revista Latinoamericana de Comunicación y Opción. Revista de Ciencias Humanas y Sociales, respectivamente. 
Los artículos publicados individuales y colectivos han sido registrados en Google Académico y Dialnet.

### Cargos en la universidad
En la Universidad Complutense de Madrid ha sido directora de la Unidad de Igualdad, vicerrectora de Cultura, Deporte y Política Social, vicerrectora de Extensión y Difusión de la Cultura y delegada del Rector para Igualdad.

## Libros y artículos
Isabel Tajahuerce ha escrito artículos y libros individual y colectivamente, ha realizado la coordinación de diversas obras y escrito prólogos, así como artículos para revistas, pudiendo citar algunos:
- Mujeres que comparten una misma lengua. Españolas y latinoamericanas de la educación a la ciudadanía. Revista del CESLA.[21]
- La educación sexual en España: propuestas para asegurar el acceso. (2020).[22]
- Voces mediterráneas: un espacio de lucha y esperanza.[23]
- Mujeres y comunicación. La Linterna Sorda Ediciones.[24]
- La intervención en violencia de género desde diversos ámbitos. Editorial Editorial Dykinson. (2018).[25]
- Mujeres, comunicación y conflictos armados de la Primera Guerra Mundial a nuestros días. (2016).[26]

## Otros cargos y representaciones
- Miembro del Instituto de Investigaciones Feministas

- En 2021 formó parte del Comité de Expertos para evaluar y preseleccionar a los candidatos a presidir RTVE y a formar parte de su Consejo de Administración.[27]
- Directora de la Revista científica 'Historia y Comunicación Social'.
- Directora de la Colección Hemisferios de Igualdad de la Editorial Complutense.
- Miembro de Consejo de Redacción de Revista Científica "Anagramas". Universidad de Medellín (Colombia).
- Miembro del Consejo de Redacción de Revista Científica "Reflexiones", Universidad de Costa Rica.